# Zygaena scovitzii
Zygaena scovitzii là một loài bướm đêm thuộc họ Zygaenidae.